# شهرستان چیلیان
شهرستان چیلیان (به لاتین: Qilian County) یک منطقهٔ مسکونی در چین است که در ولایت خودمختار هایبی تبتی واقع شده‌است.